# Bloodride
Bloodride es una banda finlandesa de thrash metal. Fue fundada por Niko Karppinen y Petteri Lammassaari en Helsinki en el año 2000 cuando conocieron a otras personas en un concierto de Tarot y surgió la idea de crear su propia banda. Con Niko en la guitarra y Petteri en la batería, e inspirados por grupos de thrash metal como Testament, Slayer, Exodus y Anthrax, empezaron a dar sus primeros pasos en el género de thrash metal de la vieja escuela, y sólo les quedaba por encontrar un bajista, otra guitarra y un vocalista. Al cabo de unos pocos meses se unieron los 3 miembros que faltaban a la banda: Teemu Vähäkangas como el segundo guitarrista, Esa Pennala como bajista y Jyrki Leskinen como vocalista. La primera demo fue lanzada en abril de 2003 y recibió una buena crítica. En la primavera de 2004 Bloodride entró en el estudio otra vez con 6 nuevas canciones para grabar el EP "Bloodridden Disease", que obtuvo nuevamente una buena crítica. En la primavera de 2007 Bloodride volvieron al estudio de nuevo con 6 temas nuevos, tres de ellos incluidos en la demo "Promo 2007". Finalmente en junio de 2009 Bloodride comenzó la grabación de su álbum debut en D-Studios con Tonmi Lillman, y tras varias sesiones se registraron 13 nuevas canciones. El álbum se tituló "Crowned In Hell", lanzado el 23 de marzo de 2011. El sencillo del álbum "Supreme Predator" fue lanzado en otoño de 2010.

## Discografía

### Álbumes
- 2011: Crowned in Hell

### Sencillos
- 2010: Supreme Predator

### EP
- 2004: Bloodridden Disease

### Demos
- 2003: Taste of Bloodride
- 2007: Promo 2007

## Miembros
- Jyrki Leskinen - Vocalista
- Teemu Vähäkangas - Guitarrista
- Niko Karppinen - Guitarrista
- Esa Pennala - Bajista
- Petteri Lammassaari - Batería